# Willem Cornelis Janse van Rensburg
Willem Cornelis Janse van Rensburg (Beaufort-Wes, 16 mei 1818 - Rustenburg, 13 juli 1865) was de tweede voorzitter van de Uitvoerende Raad van de Zuid-Afrikaansche Republiek (Transvaal) ten tijde van de Transvaalse Burgeroorlog.
Janse van Rensburg maakte de Grote Trek mee en overleefde de moorden in Natal, waarna hij zich in Transvaal vestigde. Hij was van 18 april 1862 tot 23 oktober 1863 waarnemend voorzitter voor Marthinus Wessel Pretorius en van 23 oktober 1863 tot 9 mei 1864 voorzitter.
Hij stierf in juli 1865 en werd begraven bij zijn woonplaats Rustenburg. In augustus 1974 werd hij door afstammelingen herbegraven in de Heldenakker in Pretoria.
- Library of Congress Control Number: no2003022358
- SNAC: w6xw8hw2
- Virtual International Authority File: 26748010
- WorldCat: E39PBJcgtyqfVXXQbYBkXfdmh3